# Talât Benler

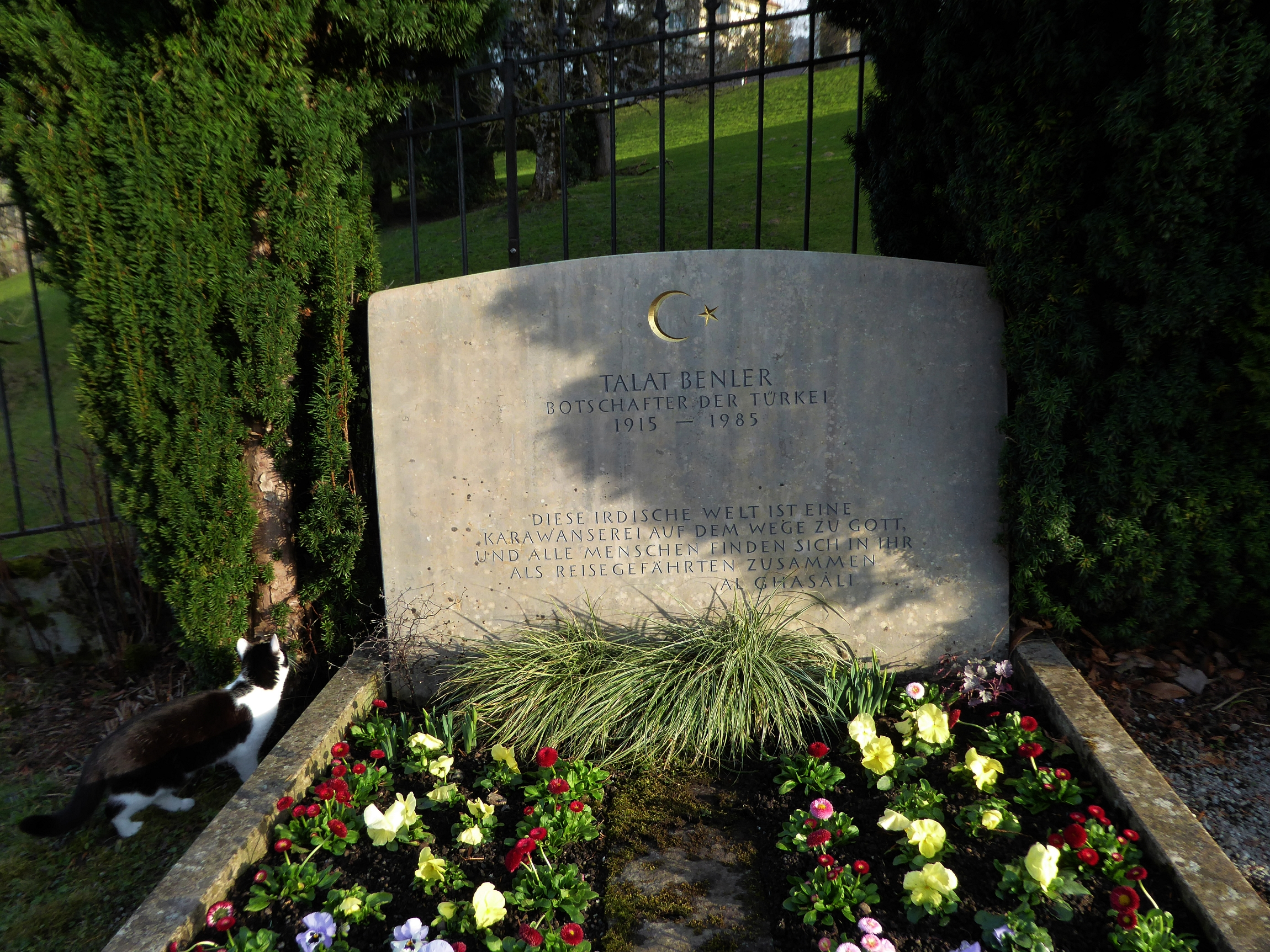
Grab, Friedhof Trogen

Talât Benler (* 1915; † nach 1985) war ein türkischer Diplomat.
Er war von 1960 bis 1964 Botschafter in Kabul in Afghanistan, von 1964 bis 1968 Botschafter in Stockholm in Schweden, von 1972 bis 1974 Botschafter in Abuja in Nigeria und von 1976 bis 1980 Botschafter in Budapest in Ungarn.